# Cauloïde

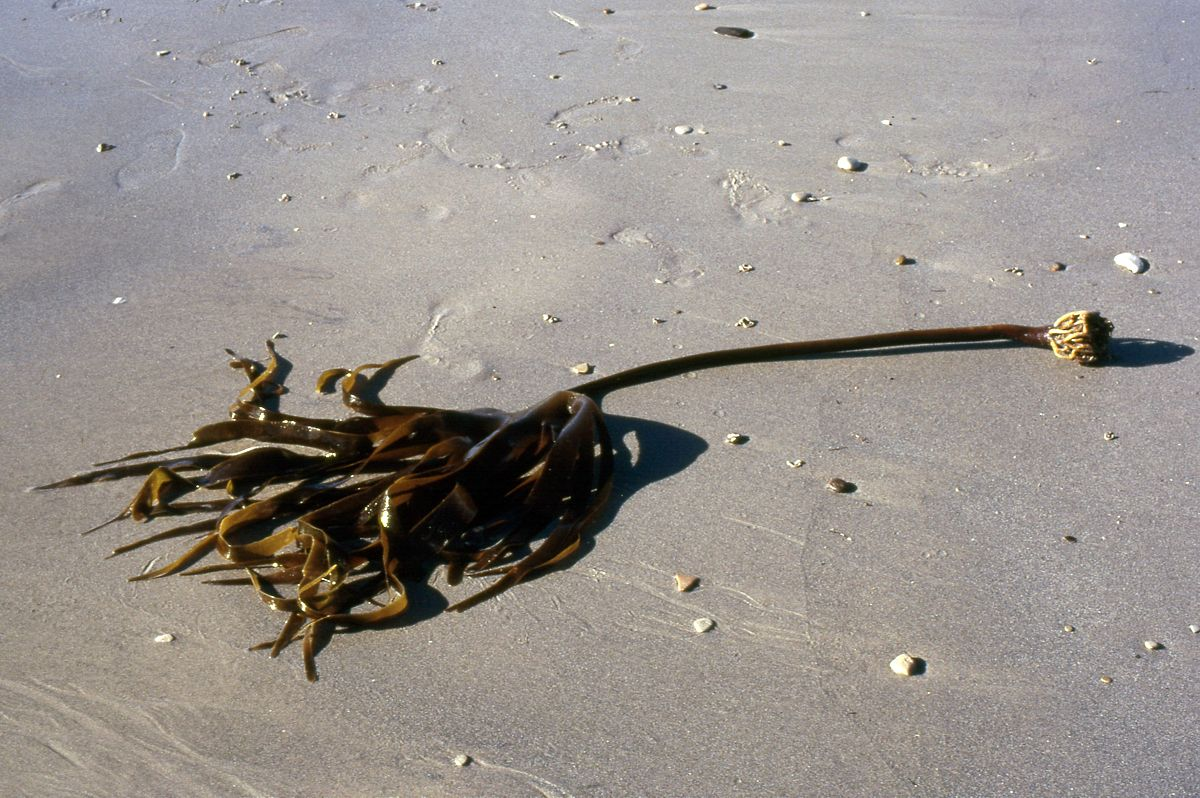
Cauloïde van Laminaria hyperborea, links de fylloïde, rechts de rhizoïde (algen)

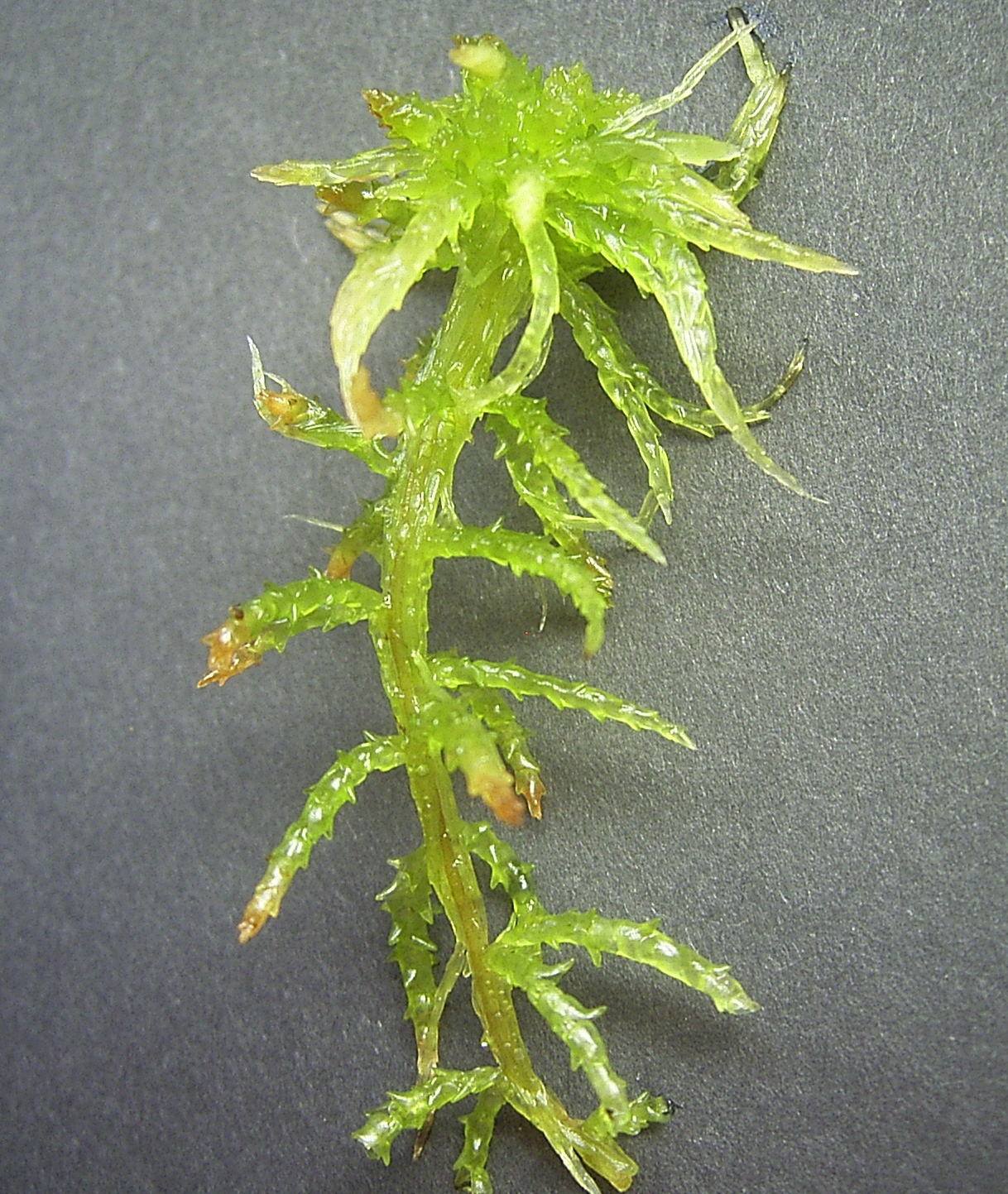
Stengeltje van een veenmos met blaadjes (fylloïden)

Cauloïden zijn de stengelachtige structuren bij plantachtige organismen die geen vaatplanten zijn (thallofyten). De in veel gevallen aanwezige bladachtige structuren bij deze groepen worden aangeduid met de term fylloïde. Het geheel lijkt op de stengel met bladeren van planten, maar het heeft een eenvoudiger bouw; zo ontbreken echte vaatbundels en zijn ze niet verhout.
De term cauloïde is een beschrijvende term. Het duidt op de afwezigheid van homologie met 'echte' stengels van zaadplanten.

## Algen
Veel grote (macroscopische) bruinwieren komen naast bladachtige structuren ook wortelachtige structuren voor waarmee ze zich vasthechten aan het substraat, zoals de rotsen, bodem en schelpen. 
De cauloïden van de Laminariales kunnen aanzienlijke afmetingen bereiken: bijvoorbeeld tot 45 meter in de Macrocystis pyrifera (reuzenkelp) en tot 35 meter in Nereocystis luetkeana. 
De hoogontwikkelde Laminariales hebben cauloïden die bestaan uit verschillende weefsels. De diktegroei vindt plaats in de binnenste lagen van het afdekkende weefsel en produceert jaarringen in meerjarige stengels. De buitenste cellen van de schors (cortex) zorgen voor de sterkte van de stengel en zijn ook fotosynthetisch actief. De celwanden van de binnenschors verslijmen en maken de stengel flexibel. Stoffen worden opgeslagen in het centrale merg (medulla). Speciale 'trompetcellen' hebben een functie bij het massatransport en komen daarin overeen met de zeefvaten van vaatplanten - dit is een voorbeeld van convergente evolutie.
De term cauloïde wordt ook gebruikt voor de stengels van algen met een gesegmenteerd thallus, zoals bij kranswieren en verwanten. 

## Mossen en verwanten
Cauloïden komen voor in bladmossen en bebladerde levermossen en worden daar gewoonlijk "stengel", "tak", "stolon" en "rhizoom" genoemd. Bij de sporenkapsels heten de stengelvormige structuren "seta" of "kapselsteel".

## Vaatplanten
Bij de vroegste landplanten (Embryofyta), zoals bij Rhynia, zijn de assenstelsels (cauloïden) rechtopstaand en dichotoom vertakt. Echte wortels ontbreken, maar de plant vormt horizontale, dichotoom vertakte assenstelsels, die voorzien zijn van wortelharen. De assenstelsels zijn geen stengels, omdat ze sich onderscheiden door de eenvoudige bouw. Er zijn geen knopen en internodiën te onderscheiden en ze dragen geen bladeren. Evenmin zijn er bladachtige structuren, maar hebben de cauloïden een functie bij de fotosynthese.